# チベット十三万戸
チベット十三万戸（チベットじゅうさんばんこ）は、チベット語で「プー・ティコル・チュクスム（bod khri skor bcu gsum）」、中央チベットもしくはチベット全土の総称として用いられるチベットの地理的区分法式の一つ。単に「十三万戸（ティコル・チュクスム）」とも。モンゴル帝国期、チベット各地の有力領主たちが万戸制に基づく「ティ・プン」（万戸長）に任じられたことに由来する呼称。
ただし、「チベット十三万戸」という表現は同時代史料に一切見えないため、現在では「13万戸」という数は後世になって定着したものであるとする見解が主流である。

## 歴史
13世紀初頭より急速に領土を拡大したモンゴル帝国は1230年代より断続的にチベットにも侵攻し、第4代皇帝モンケ・カアンの時代までにチベット高原はモンゴル帝国の支配下に入った。モンゴル帝国には敵対勢力を軍事征服した際、まず人口調査を行って被征服民をミンガン（千戸）・トゥメン（万戸）に再編し、その上で征服戦争に功績のあった諸王・功臣に分配するという慣習があった（投下制度）。チベットにおいても同様の措置がなされた結果万戸（チベット語でティコル）が設置され、ティコルはモンゴルの諸王によって分割された。チベット語史料はこの頃諸宗派がモンケ/クビライ/フレグ/アリクブケらトルイ系諸王と「施主・帰依処関係」を結んだと記すが、これはモンゴルの諸王が各万戸を投下領として分配したことを、チベット史の文脈から言い換えたものに過ぎない。
1260年代以後、クビライがカアン（大ハーン）に即位したことによってクビライと「施主・帰依処関係」を結んでいたサキャ派が急速に勢力を拡大し、チベットにおけるサキャ派の覇権はパクパが帝師に任命されたことによって決定的となった（サキャパ政権）。このため、サキャ派教団（聖権）の長たる座主に対する、俗世界（俗権）の長と位置付けられているポンチェンがチベット高原の俗世界の最高権力者と位置づけられ、チベットの万戸長はポンチェンの支配下に置かれるようになった。
漢文史料の『元史』巻八十七には「仏教の僧侶と信者および吐蕃の領域を管轄し、これを統治する」ことを職務とする宣政院の下に烏思蔵納里速古児孫（ウー・ツァン・ガリコルスム）等三路宣慰使司があったとし、この宣慰使司に万戸府（＝チベット語史料におけるティコル）が属していたと記される。ただし、『元史』に記されるチベットの万戸は11しかなく、チベット文献に登場する万戸の所在とは一致しない。一方、チベット語史料の側で「チベット十三万戸」の内訳が記されるのは大元ウルスの滅亡から約70年後に編纂された『漢蔵史集』が最初の上、その内容は「東部ウーに6万戸、西部ツァンに6万戸、中央ヤムドクに1万戸」という形式化されすぎて後世の作為を疑わせるものである。このため、中央チベットにおける万戸の数は最初から13であったわけではなく、いくつかの増減を経て「13」に至ったとする見解が学会では主流である。
1368年に明朝を建国した洪武帝はチベットを軍事的に支配しようとはしなかったが、使者を派遣し大元ウルスが授けた官職を再認することで自らの権威を示そうとした。そして1373年に「摂帝師（帝師の代行者）」を称するナムギェン・パルサンポが明朝朝廷に来朝した時、洪武帝はこれに対して「烏思蔵朶甘衛（ウーツァン・ドカム）指揮使司、宣慰司二、元帥府一、招討司四、万戸府十三、千戸所四」の設置を認めた。ここで見られる「万戸府十三」こそ「チベットにおける十三万戸」の史料上の初見となる。そして、元明交替から約半世紀経った頃に編纂された『漢蔵史集』において、始めてチベット語による「チベット十三万戸（bod khri skor bcu gsum）」という表記が用いられるようになる。山本明志は以上の歴史を踏まえ、「『チベット十三万戸』は元末明初期に至って始めて出揃ったものであるが、洪武帝の公認を得たことによって権威づけられ、『漢蔵史集』に採用されることでチベット語史料で定着したのであろう」と総括している。

## モンゴル帝国期に配置された万戸府の所在

### 『元史』の記すチベット万戸
| 漢字表記             | チベット後転写  | 日本語表記                     | 王家         | 備考                                                                   |
| -------------------- | --------------- | ------------------------------ | ------------ | ---------------------------------------------------------------------- |
| 沙魯田地裏管民万戸   | Zhwa lu         | シャル万戸                     | 不明         | 原文では「沙魯思地」だが、明らかに「沙魯田地」の誤字。                 |
| 搽里八田地裏管民万戸 | Tshal pa        | ツェル万戸（ツェルパ）         | クビライ家   |                                                                        |
| 烏思蔵田地裏管民万戸 | Dbus gtsang     | ウーツァン万戸                 | 不明         |                                                                        |
| 出蜜万戸             | Chu mig         | チュミ万戸                     | 不明         |                                                                        |
| 嗸籠答剌万戸         | 'Olu dgra'      | オルダ万戸                     | 不明         | 明代の洪武八年正月に入朝した「籠答千戸」はこの後身。                   |
| 思答籠剌万戸         | sTag lung pa    | タクルン万戸（タクルンパ）     | アリクブケ家 | 『新マルポ史』には「チベットの十三万戸に属せず」とあるが、詳細は不明。 |
| 伯木古魯万戸         | Phag mo gru     | パクモドゥ万戸                 | フレグ家     |                                                                        |
| 湯卜赤八千戸         | Thang po che pa | タンポチェ千戸（タンポチェパ） | 不明         | 『元史』では千戸だが、チベット語史料では万戸とされる。                 |
| 加麻瓦万戸           | rGya ma ba      | ギャル万戸（ギャルパ）         | 不明         | 明代の成化四年十月に入朝した「魏野龍加麻」はこの後身。                 |
| 札由瓦万戸           | Bya yul ba      | チャユル万戸（チャユルパ）     | 不明         |                                                                        |
| 牙里不蔵思八万戸府   | Yar bzangs pa   | ヤザン万戸（ヤザンパ）         | フレグ家     | チベット語表記ではgYa'だが、「牙里」はYarを音訳したもののようである。  |
| 迷児軍万戸府         | 'Bri gung pa    | ディクン万戸（ディクンパ）     | モンケ家     |                                                                        |

### チベット語史料の記すチベット万戸
| チベット語表記     | 漢字表記     | 日本語表記             | 地方            | 備考                                                                                     |
| ------------------ | ------------ | ---------------------- | --------------- | ---------------------------------------------------------------------------------------- |
| ［La stod］Lho     | 該当なし     | ロ（北ラツェ）万戸     | ツァン地方（1） | 史料によってはLho La stodもしくはLa stod Lho、或いは単にLhoとも。                        |
| ［La stod］Byang   | 該当なし     | チャン（南ラツェ）万戸 | ツァン地方（2） | 史料によってはByang La stodもしくはLa stod Byang、或いは単にByangとも。                  |
| mNga' ris          | 該当なし     | ガリ万戸               | ツァン地方（3） |                                                                                          |
| Chu［mig］         | 出蜜         | チュ万戸               | ツァン地方（4） |                                                                                          |
| Zhwa［lu］         | 沙魯         | シャ万戸               | ツァン地方（5） |                                                                                          |
| mGur               | 思答籠剌     | グル万戸               | ツァン地方（6） |                                                                                          |
| gYa'［bzang］      | 牙里不蔵思八 | ヤ万戸                 | ウー地方（1）   |                                                                                          |
| Phag［mo gru］     | 伯木古魯     | パク万戸               | ウー地方（2）   |                                                                                          |
| Thang［po che pa］ | 湯卜赤八     | タン万戸               | ウー地方（3）   |                                                                                          |
| rGya［ma pa］      | 加麻瓦       | ギャ万戸               | ウー地方（4）   |                                                                                          |
| 'Bri［gung pa］    | 迷児軍       | ディ万戸               | ウー地方（5）   |                                                                                          |
| mTshal［pa］       | 搽里八       | ツェル万戸             | ウー地方（6）   |                                                                                          |
| Yar 'brog          | 該当なし     | ヤムドク万戸           | 不明            | 元代漢文史料には記載がないが、『明実録』洪武十八年正月壬午条に「俺不羅衛」として現れる。 |

## 中央チベットの別称として
後世、中央チベットの別称としてチベット十三万戸という呼称が用いられるようになるが、その際に列挙される十三の万戸の所在地は文献によって相違し、以下のような地名が挙げられている。
- 「ツァンの六万戸」として北ラトェ、南ラトェ、ガリ、チュミク、シャン、シャル、グルモなど
- 「ウーの六万戸」としてギャマ、ディクン、ツェルパ、パクモトゥ、ヤブサン、タンポチェワ、「ラ・チャ・ドゥクの三所をひとつにまとめた一万戸」など
- 「ウー、ツァンの中間」としてヤンドゥク

## チベット全体の総称として
さらに後世、「プー・ティコル・チュクスム」という用語がモンゴル帝国期の万戸制に由来する、という記憶が薄れてくると、チベットの全域を13に区分した場合の総称という理解が現れてくるようになった。その場合の「13」地方の内容は、
1. ガリ三域（ガリ・コルスム）
2. ウーツァン四翼（ウー・ツァン・ルシ）
3. カム六高地（カム・カンドゥク）

という表現で提示された。この 1 - 3 は、それぞれ西チベット、中央チベット、東チベットを表すのに古くから用いられてきた呼称である。